# Tschatyr-Köl
Der Tschatyrköl (kirgisisch Чатыркөл) ist ein abflussloser See im zentralasiatischen Hochland im Süden von Kirgisistan.
Der Tschatyrköl hat eine Fläche von 170,6 km² und liegt auf einer Höhe von 3520 m. In den letzten Jahren sank der Wasserspiegel und die Wasserfläche nahm entsprechend ab. Seine maximale Tiefe wird mit 19 m angegeben. Die mittlere Tiefe liegt bei 5 m. 
Der Tschatyrköl liegt in einer Senke zwischen dem At-Baschy-Gebirgszug im Norden und der über 4500 m hohen Bergkette des Torugartgebirges im Süden. Östlich des Tschatyrköl befindet sich das Aksaital, das zum Einzugsgebiet des Toxkan gehört. 

Der Tschatyrköl und das Torugart-Gebirge

Der See wird hauptsächlich von der Schneeschmelze gespeist. 
Der in das nordöstliche Ufer mündende Kökaigyr ist einer der Hauptzuflüsse des Sees. Aufgrund des fehlenden Abflusses ist der See leicht salzhaltig. Zwischen Oktober und Ende April gefriert die Seeoberfläche. Die Eisdicke beträgt gewöhnlich 0,25–1,5 m.
Die nächste größere Ortschaft ist das etwa 100 km entfernte Atbaschy. Der Torugart-Pass südlich des Sees bildet einen Zugang von China her.
Der See gilt als ein wichtiger Standort in Hinblick auf die globale Biodiversität und wird seit 2005 in der Ramsar-Liste geführt.